# Bobone di San Teodoro
Pour les articles homonymes, voir Bobone.
Bobone di San Teodoro ou Bobone Orsini ou Bobone (né à Rome et mort le 9 octobre 1199) est un cardinal italien du XIIe siècle. Il est membre de la famille du pape Célestin III, famille qui adopte plus tard le nom d'Orsini.

## Biographie
Bobone est chanoine et archiprêtre à la basilique Saint-Pierre.
Le pape Célestin III le crée cardinal lors d'un consistoire de 20 février  1193.